# Walter Runeberg
Walter Magnus Runeberg, född 29 december 1838 i Borgå, död 23 december 1920 i Helsingfors, var en finlandssvensk skulptör.

## Biografi
Runeberg föddes i Finland under den ryska tiden. Han var son till författarna Johan Ludvig Runeberg och Fredrika Runeberg, född Tengström. Han studerade i Finland och Köpenhamn och bodde sedan 1862–76 i Rom och 1876–93 i Paris. Han studerade flitigt antikens skulpturer i Rom och skickade prov på sina arbeten hem till Finland. År 1874 gjorde han en skulptur i marmor, Apollo och Marsyas, vars tillkomst möjliggjorts av hopsamlade pengar från ett lotteri bland damer i Helsingfors.
Runeberg gjorde bland annat också en bronsstaty av sin far som avtäcktes 1885 i Helsingfors. En mindre förebild till denna, också gjuten i brons, är rest i Borgå. I Sverige är Runeberg bland annat representerad genom porträttbyster av professorerna Kilian Stobæus och Anders Jahan Retzius på universitetsplatsen i Lund, professorerna Gustaf Ljunggren, Sven Nilsson, Jacob Georg Agardh, August Quennerstedt, bibliotekarien Elof Tegnér i Lund samt friherrinnan Henriette Coyet på Torups slott. Runeberg är representerad vid bland annat Göteborgs konstmuseum, Skoklosters slott och Nationalmuseum.
Runeberg anlitades flitigt också för privata uppdrag. Till dem hör bl.a. bysten av Ellan de la Chapelle, sedermera konstnären Albert Edelfelts hustru, som Runeberg utförde i Paris 1880.
Hans stil utmärks av en eklektisk klassicism. Han var sin tids mest anlitade monumentalskulptörer i Finland och arbetade i en klassicerande thorvaldsensk anda.
Runeberg gifte sig 1867 med Lina Elfving (1841–1916). De fick sex barn tillsammans av vilka tre nådde vuxen ålder. Den kanske mest kända av dem var skriftställaren Hjalmar Johannes (Nino) Runeberg.
Han är begravd på Sandudds begravningsplats i Helsingfors.

## Bildgalleri

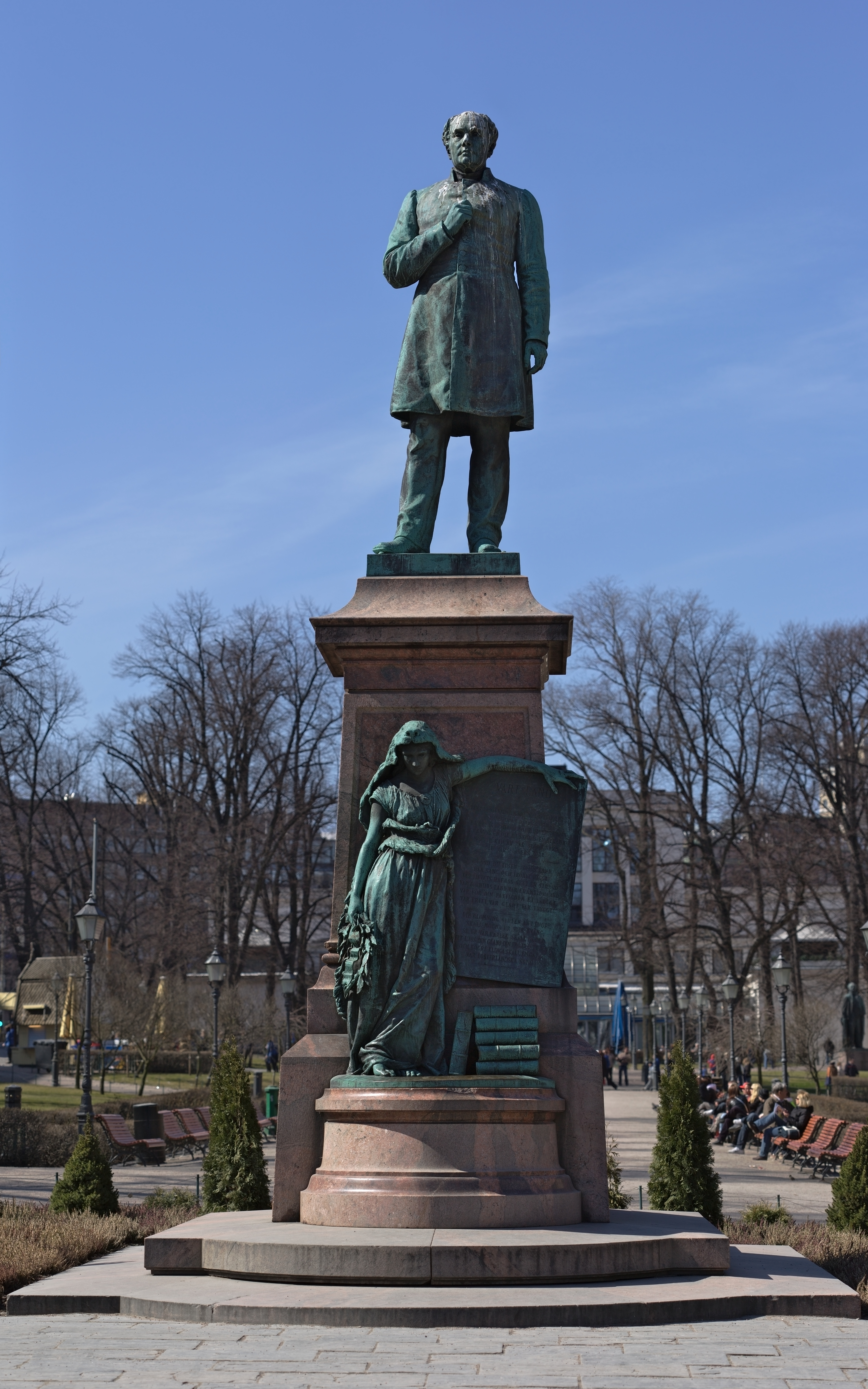
Staty av fadern Johan Ludvig Runeberg i Esplanadparken i Helsingfors.
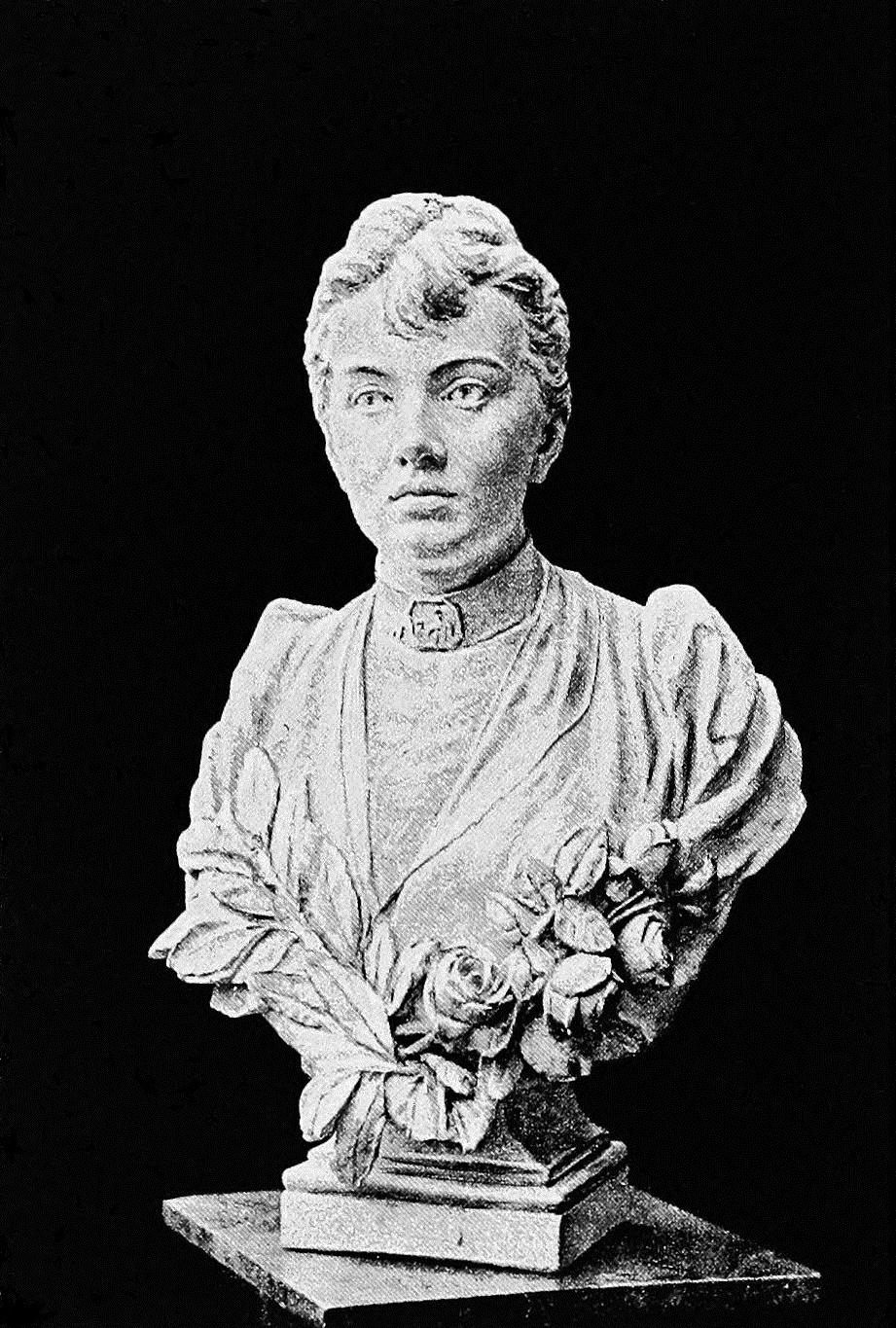
Byst av den ryska matematikern och författaren Sofia Kovalevskaja
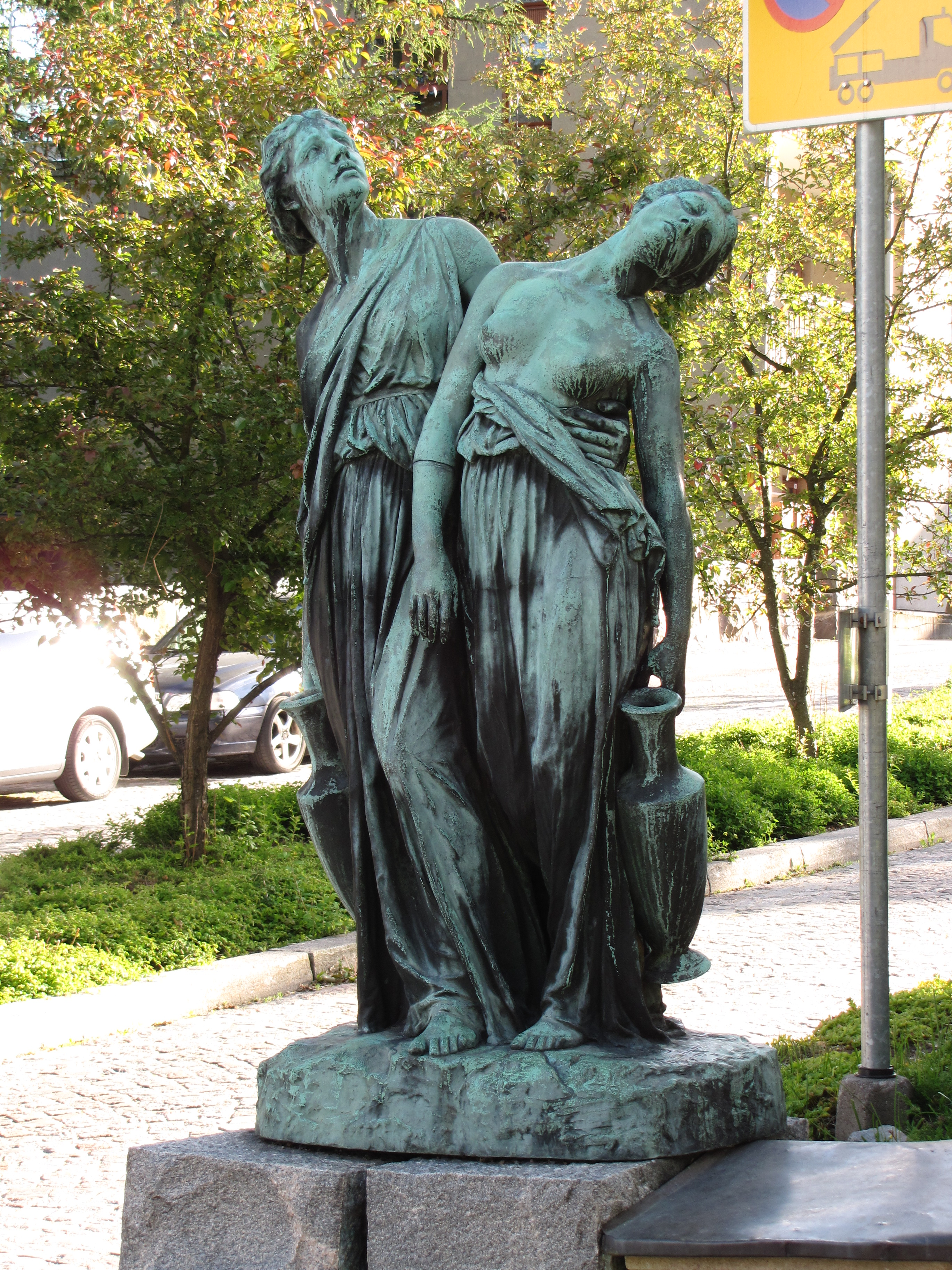
"Danaiderna" utanför barnkliniken i Bortre Tölö (1893).
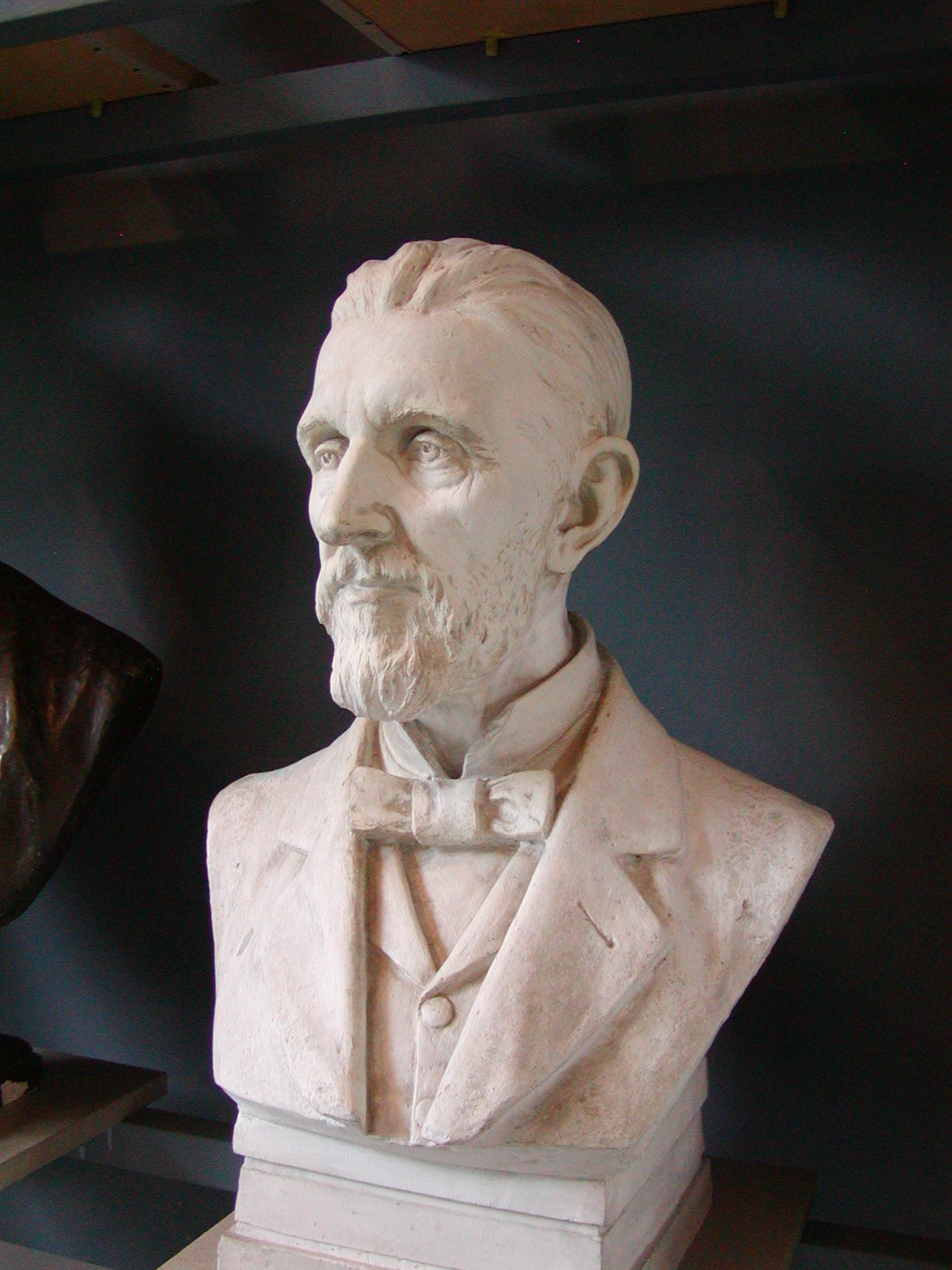
Byst av Otto Donner.
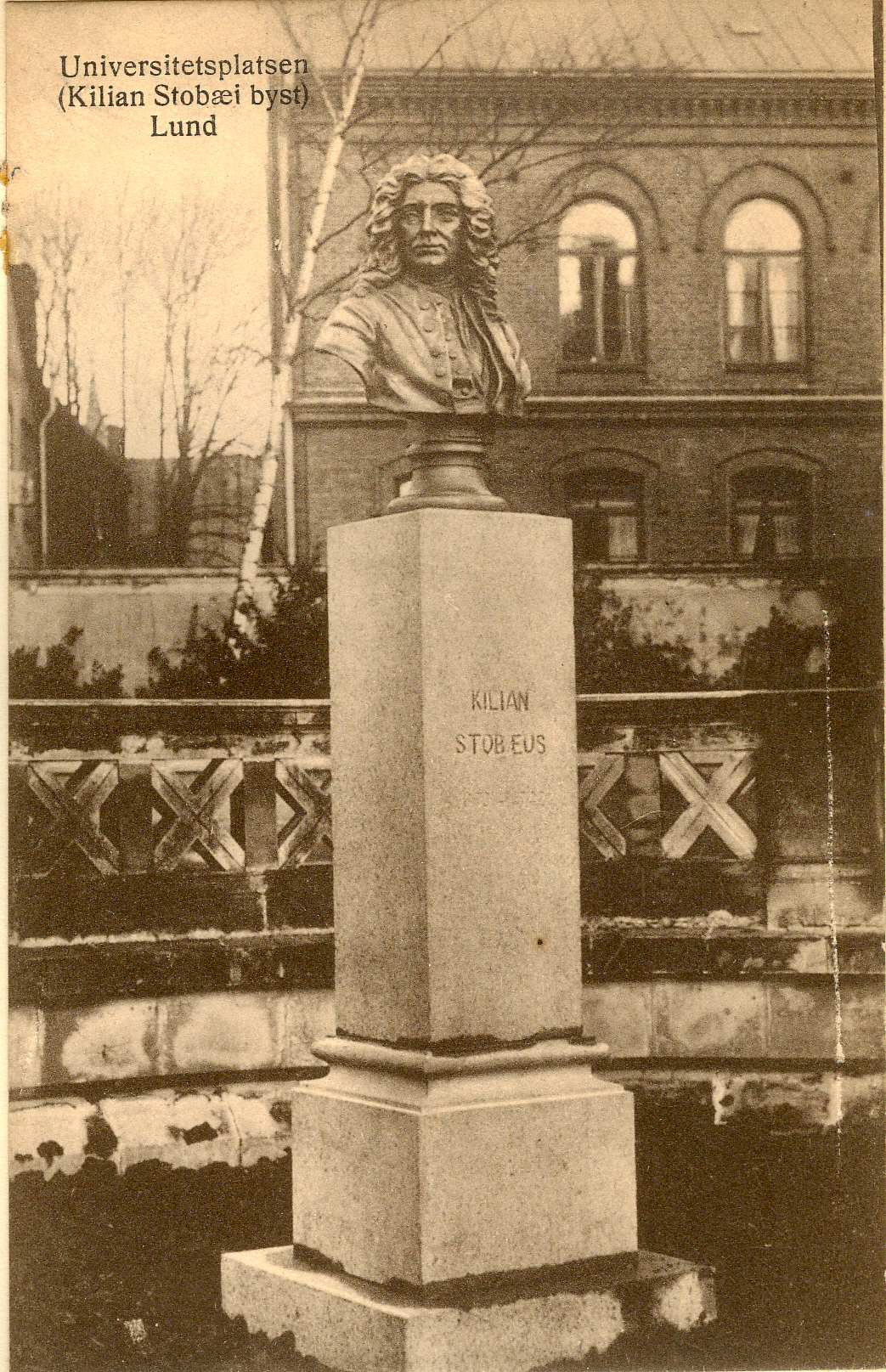
Byst av Kilian Stobæus på Universitetsplatsen i Lund (1906).